# Narcos (Migos)
Narcos è una singolo del trio hip hop statunitense Migos. La canzone è il quarto singolo estratto dal terzo album in studio, Culture II, pubblicato il 24 luglio 2018.

## Descrizione
La canzone è stata scritta da Quavious Marshall, Kiari Cephus, Kirsnick Ball, Daryl McPherson, Henry Celestin e Robert Martino con la produzione di DJ Durel e Quavo. Narcos è la terza traccia del terzo album dei Migos, Culture II. Il testo tratta dei narcotrafficanti latini chiamati Narcotraficantes, del traffico di droga, della vita degli spacciatori e di come guadagnano. La canzone fa anche riferimento al famoso spacciatore e narcotrafficante colombiano Pablo Escobar e al cartello di Medellín.

## Promozione
La canzone ha cominciato ad essere trasmessa nelle radio statunitensi il 24 luglio 2018.

## Video musicale
Il video musicale è stato diretto da Quavo e co-diretto da Joseph Desrosiers ed è stato pubblicato su YouTube il 27 giugno 2018. Nel video sono presenti i cameo del rapper statunitense 21 Savage e del produttore DJ Durel . Il video è stato girato a Miami nella casa della cantante statunitense Madonna, apparentemente a sua insaputa. Il trio interpreta un gruppo di narcotrafficanti di droga. Il videoclip contiene riferimenti a scene della serie televisiva di Netflix, Narcos.

## Tracce
Testi e musiche di Quavious Marshall, Kiari Cephus, Kirsnick Ball, Daryl McPherson, Henry Celestin, Robert Martino.
1. Narcos – 4:15

## Classifiche

### Classifiche settimanali
| Classifica (2018)         | Posizione massima |
| ------------------------- | ----------------- |
| Canada                    | 48                |
| Francia                   | 93                |
| Irlanda                   | 84                |
| Portogallo                | 75                |
| Stati Uniti               | 36                |
| Stati Uniti (R&B/Hip-hop) | 17                |
| Svizzera                  | 52                |

### Classifiche di fine anno
| Classifica (2018)         | Posizione |
| ------------------------- | --------- |
| Stati Uniti (R&B/Hip-hop) | 77        |